# Wojciech Jurczak
Wojciech Jan Jurczak (ur. 9 sierpnia 1966 w Krakowie) – polski hematolog, specjalista chorób wewnętrznych, jeden z prekursorów leczenia nowotworów układu chłonnego w Polsce. Absolwent Akademii Medycznej w Krakowie, z którą związał całe swoje życie zawodowe. Asystent, adiunkt, profesor, kierownik katedry hematologii Uniwersytetu Jagiellońskiego. Aktualnie prowadzi referencyjny ośrodek leczenia nowotworów układu chłonnego w Narodowym Instytucie Onkologii im. Marii Skłodowskiej Curie.

## Życiorys
Liceum Nr 1 im. Nowodworskiego ukończył w 1984 roku z wynikiem bardzo dobrym, zdając egzamin na Wydział Lekarski Akademii Medycznej w Krakowie z czwartą lokatą na roku. Studia wyższe ukończył w roku 1990 z wyróżnieniem, studiując od drugiego roku w trybie indywidualnym, co pozwoliło mu równocześnie zaliczyć dwa lata zajęć na Wydziale Matematyki i Fizyki Uniwersytetu Jagiellońskiego.

### Działalność dydaktyczna
Początkowo asystent a po uzyskaniu w 1993 i 1997 roku I i II stopnia specjalizacji z Chorób Wewnętrznych starszy asystent Katedry i Kliniki Hematologii w Krakowie. W 2000 roku nakładem Wydawnictwa Uniwersytetu Jagiellońskiego ukazał się cykl 30 seminariów z prowadzonego przez niego przedmiotu „Wstęp do Chorób Wewnętrznych”.

### Działalność naukowa
Wojciech Jurczak jest jednym z założycieli Polskiej Grupy Badawczej Chłoniaków, gdzie przewodniczy sekcji badań klinicznych. Jako główny badacz i koordynator krajowy prowadził ze swoim zespołem ponad 150 badań klinicznych nad nowymi lekami u pacjentów z chłoniakami, przewlekłą białaczką limfatyczną i szpiczakiem mnogim. Większość z nich dotyczyła roli leków ukierunkowanych molekularnie, celowanej chemioterapii i immunoterapii. Jest współautorem publikacji, które doprowadziły do rejestracji inhibitorów kinazy Brutona I, II i III generacji (ibrutynibu, akalabrutynibu, zanubrutynibu, pirtobrutynibu), inhibitorob bcl-2 (wenetoklaksu), inhibitorów kinazy IP3 (idelalisibu, kopanlisibu, umbralisibu), belinostatu, leków immunomodulujących (lenalifomidu), biosymilarów retuksymabu i celowanej chemioterapii (brentuksymabu, polatuzumabu).
Współtworzył, największy obecnie w Polsce ośrodek badań klinicznych (Pratia MCM Kraków), w którym możliwy jest nieodpłatny dostęp do nowych technologii medycznych, dla setek chorych.
W 2022 badania prowadzone wspólnie z dr hab. n. med. Moniką Długosz-Danecką (prof. NIO-PIB) z Pododdziału Leczenia Nowotworów Układu Chłonnego Kliniki Onkologii Klinicznej NIO-PIB Oddziału w Krakowie doprowadziły do zmiany standardów leczenia I linii w chłoniaku Hodgkina, chłoniaku rozlanym z dużych limfocytów B oraz w chłoniaku z komórek płaszcza. Wyniki zostały opublikowane w New England Journal of  Medicine (NEJM).

### Działalność społeczna
Pomysłodawca powstałego w 2008 roku Stowarzyszenia Przyjaciół Chorych na Chłoniaki (www.przebisnieg.org) oferującego pomoc osobom będącym po diagnozie choroby i w trakcie leczenia. Dla chorych i ich rodzin zorganizował cykl ponad 30 spotkań na temat chemioterapii, odbywających się w Ogrodzie Botanicznym Uniwersytetu Jagiellońskiego.
Współzałożyciel wraz z prof. Moniką Długosz Danecką i członek zarządu Fundacji „Pokonaj Chłoniaka” z siedzibą w Krakowie (chloniak.org). Fundacja zarejestrowana została 28 października 2019 pod nr KRS 0000810662. To organizacja pożytku publicznego, której misją jest edukacja chorych i popularyzowanie informacji o nowych metodach leczenia.
Liczne wywiady dla prasy, radia, mediów internetowych i telewizji promujące nowoczesne metody leczenia nowotworów krwi. Przekonywanie do refundacji przez państwo polskie najnowszych technologii medycznych.

## Publikacje
Jego prace były publikowane w impaktownych pismach (>150) m.in. w New England Journal of Medicine, The Lancet, The Lancet Oncology, Journal of Clinical Oncology, Blood, Leukemia czy Annals of Oncology (łączny IF >2097, wskaźnik Hirscha 43).

## Członkostwo w towarzystwach naukowych[2]
- Polskie Towarzystwo Hematologów i Transfuzjologów (PTHiT)
- Polskie Towarzystwo Onkologiczne (PTO)
- Europejskie Towarzystwo Hematologiczne (EHA)
- Amerykańskie Towarzystwo Hematologiczne (ASH)
- Amerykańskie Towarzystwo Onkologii Klinicznej (ASCO)

Współpracuje z międzynarodowymi grupami badawczymi.

### Konsultant
- EMA (European Medicins Agency), Roche, Sandoz Novartis, Celtrion, Celgene, Janssen, Pharmacyclics, Acerta, Gilead, TG Therapeutics, Mundipharma, Spectrum, Novo Nanovector[2][11].

## Nagrody i odznaczenia
- W 2000 roku uhonorowany dyplomem uznania od Rektora UJ za swoją działalność dydaktyczną[3].
- Osobowość Roku 2020 w kategorii Nauka w plebiscycie prowadzonym przez „Gazetę Krakowską” i „Dziennik Polski”[4][12].